# 美国宾夕法尼亚中区联邦地区法院
美国宾夕法尼亚中区联邦地区法院 （引用时缩写为M.D. Pa.）是美国94个、宾夕法尼亚州3个联邦地区法院之一。该法院审理后的案件需上诉至第三巡回法院，专利及《塔克法案》相关的案件需上诉至联邦巡回区法院。该法院总部位于哈里斯堡，司法管辖权覆盖宾夕法尼亚州33个郡。